# Catena articolata Galle

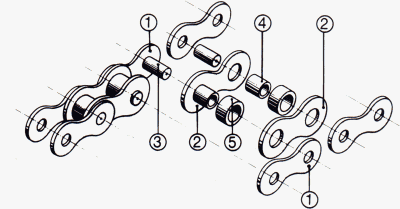
Struttura di una catena Galle

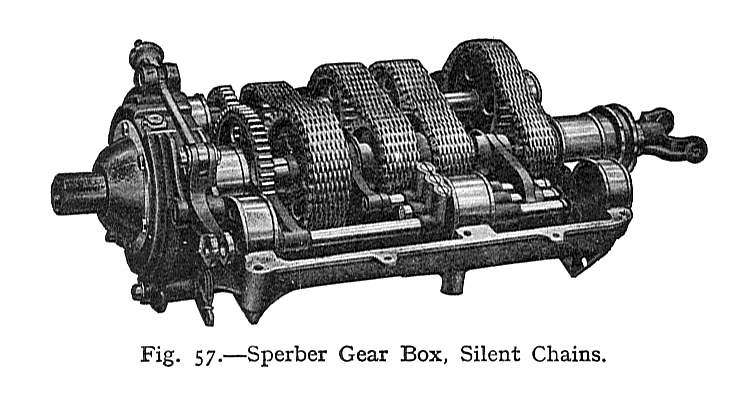
Catena silenziosa usata in un cambio

La catena articolata Galle è una tipologia di catena costituita da anelli articolati e scomponibili formati da perni e piastrine, questo tipo di catena si può flettere su un solo asse. Venne ideata per la prima volta da Leonardo Da Vinci, ma fu brevettata nel 1832 da Meduel Gall che la applicò per la prima volta ad una bicicletta.

## Categorie
Questa catena ha molte varianti, data la sua flessibilità d'utilizzo:
- La Catena a rulli, costituita da più maglie, interne ed esterne, le maglie esterne hanno perni in acciaio (numero 3 in figura) trattati termicamente e rettificati, uniti da piastrine (numero 1 in figura), questa prima struttura tiene la maglia interna che è costituita sempre da piastrine (numero 2 in figura), ma ha dei cilindri chiamati bussole (numero 4 in figura) in cui internamente ruotano i perni della maglia esterna, mentre esternamente sono circondati da rulli girevoli (numero 5 in figura) per ridurre l'attrito con i denti degli ingranaggi.
  - Ad alto scorrimento, sono delle catene articolate galle, ma con un maggiore spazio tra la maglia interna ed esterna, spazio mantenuto dalla conformazione della bussola della maglia interna, la cui bussola si estende leggermente verso l'esterno della maglia interna, in modo da mantenere la corretta distanza e ridurre gli attriti tra le maglie.
  - La Catena a O-ring, Catena X-ring, Catena X²-ring, Catena Z-ring o Catena T-ring, è un tipo di catena a rulli, ma con l'aggiunta di anelli che migliorano la lubrificazione e riducono lo sfregamento tra le maglie, sono posizionati alle estremità dei perni, più precisamente interposti tra le piastrine della maglia esterna e le piastrine della maglia interna.
- La Catena silenziosa anch'essa costituita da perni e piastrine, ma nella quale le piastrine sono sagomate per poter ingranare con il minimo rumore.

## Misure delle catene
Le misure delle catene variano a seconda della tipologia di costruzione.

### A maglia articolata Galle
Queste catene sono caratterizzate da due misure fondamentali:
- la lunghezza del passo;
- la larghezza interna della maglia;
Per esprimere tali caratteristiche viene utilizzato un solo codice numerico standardizzato, composto da tre cifre, che ne esprime entrambi i valori (esempi: 415, 420, 428, 520, 525, 530).

#### Passo
In questo codice la prima cifra indica la lunghezza del passo, dove più è alto il valore e più è lungo il passo. Più precisamente il passo si calcola:
{\displaystyle Passo={1 \over 8}\ di\ pollice\cdot prima\ cifra\ del\ codice\ della\ catena}
Quindi con una catena 420 avremo un passo da 1/2 pollice, mentre con una catena 520, avremo un passo da ⅝ di pollice.
Per avere la misura in centimetri è sufficiente moltiplicare per 2,54.

#### Larghezza
In questo codice le ultime due cifre indicano la larghezza interna della maglia passo, dove più è alto il valore e più è largo questo spazio. Più precisamente la larghezza si calcola:
{\displaystyle Larghezza={1 \over 80}\ di\ pollice\cdot ultime\ due\ cifre\ del\ codice\ della\ catena}.
Quindi con una catena 520 avremo una larghezza da ¼ pollice, mentre con una catena 530, avremo una larghezza da ⅜ di pollice.
Per la misura in centimetri è sufficiente moltiplicare per 2,54.

## Falsa maglia

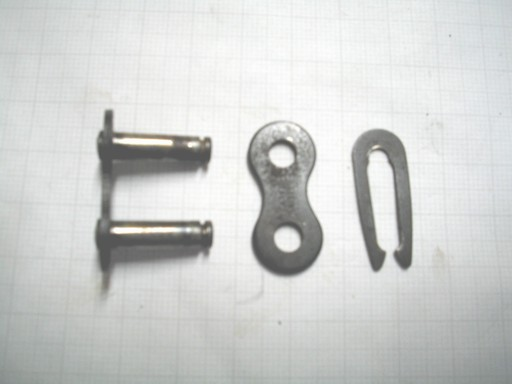
Falsa maglia a clip per catene galle

La falsa è un tipo di maglia presente sulle catene articolate galle (catena di trasmissione, catena di distribuzione), che permette di chiudere ed aprire la catena, permettendone la facile rimozione, sostituzione o revisione.

### Tipo di chiusura
Le false maglie sono di vario tipo:
- A clip o A giunto, tale soluzione è la più usata e semplice e sicura da utilizzare se viene montata correttamente, è composto da tre componenti, da una piastra con due perni, i quali alle estremità presentano una scanalatura, il secondo componente è una piastra mobile che chiude la maglia e l'ultimo componente è una clip che si alloggia sulle due scanalature dei perni, impedendo la fuoriuscita della piastra mobile.
- Rivettata o  A battere o A ribadire, tale componente a differenza della falsa maglia a clip non ha la clip, ma tramite un utensile viene deformata l'estremità dei perni della falsa maglia, in modo da evitare la fuoriuscita della piastrina.
- Avvitata, questa soluzione è simile alla rivettatura, ma invece che deformare i perni della falsa maglia si utilizzano delle viti, le quali trattengono la piastrina.

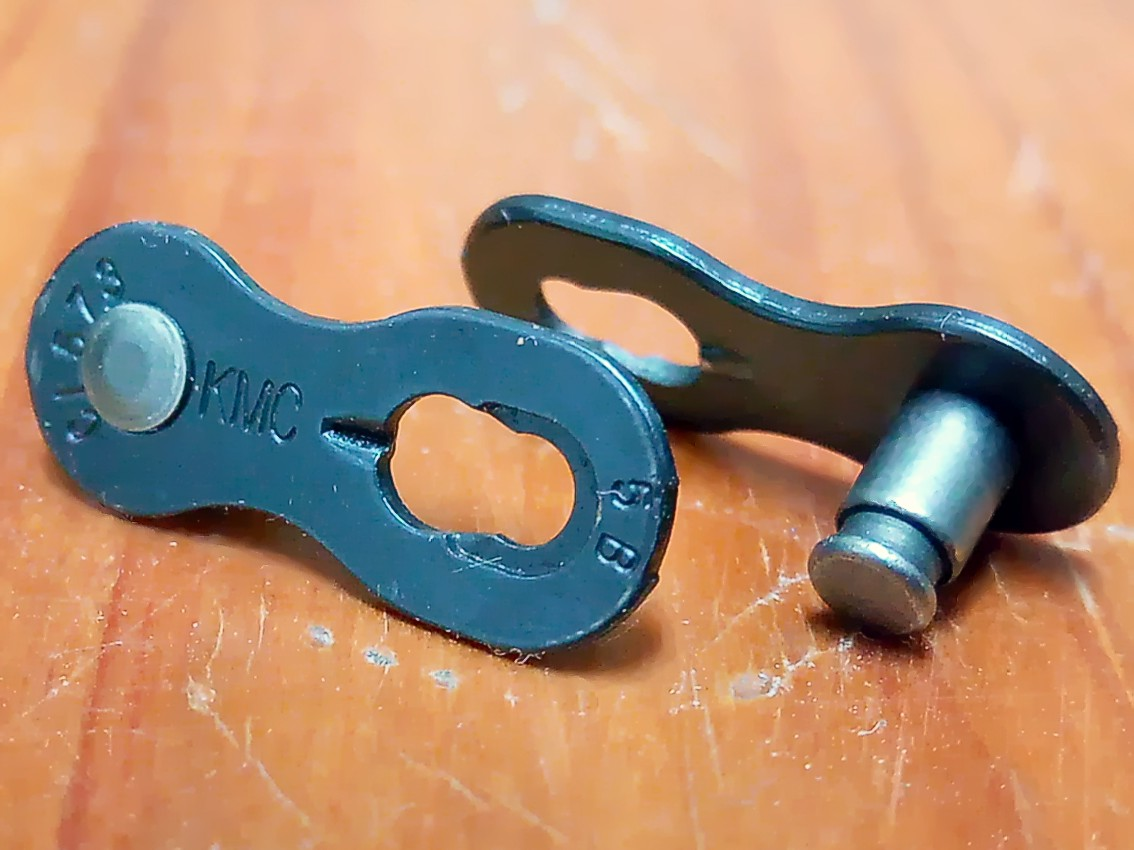
Falsamaglia per catena da bicicletta, del tipo ad asola con incastro

- Asolata ad incastro su alcune applicazioni leggere e con poco spazio a disposizione la falsamaglia è costituita in due parti composte rispettivamente da una piastra con foro asolato e un perno con sede, queste due parti incastrandosi tra loro permettono la chiusura della catena.

Inoltre le false maglie possono essere classificate in due modi, come una falsa maglia esterna o come falsa maglia ad offset, il primo caso è quello tradizionale, il secondo invece si tratta di una maglia che si connette con una maglie esterna e una interna, l'uso di entrambe le false maglie permette di ridurre la lunghezza della catena di solo una maglia invece di due in due.

### Accortezze
La procedura per la corretta chiusura della falsamaglia cambia a seconda del tipo di falsamaglia:
- Clip, la clip che chiude e blocca la falsa maglia deve essere disposta in un determinato verso, dove la pancia della clip deve essere disposta nella direzione del verso di rotazione della catena articolata galle, questo perché altrimenti, con il posizionamento inverso la clip tende a fuoriuscire dalle sedi, soprattutto alle alte velocità, dove l'elasticità della clip non riesce più a contrastare l'inerzia della stessa, con la fuoriuscita della clip la falsa maglia si sfila nel giro di pochi chilometri, facendo sfilare la catena.
- A ribadire o Rivettata o A battere o perno di giunzione, per poter chiudere tale maglia è necessario utilizzare uno strumento specifico (smagliatore) e seguire le istruzioni del costruttore (generalmente si ha il perno con una parte da spezzare che ha la forma conica e che permette un facile inserimento dello stesso), in caso si sia operato troppo poco la piastrina fuoriesce dalla falsamaglia e si sfila la catena, nel caso si sia operato troppo si ha il rischio di una perdita di flessibilità della falsamaglia e si può avere fenomeni di saltellamento.
- Avvitata, bisogna munirsi delle viti della falsamaglia in caso non si è in possesso di tali viti o nel caso si siano rovinate e avvitarle, una volta avvitata bisogna applicare come da istruzioni della casa costruttrice del frenafiletti, nel caso non si sia operato bene le viti e la piastrina si sfilano portando ad avere la catena che si sfila.
- Asolata ad incastro questo sistema richiede che l'asola sia conformata in modo tale da stringersi leggermente al centro ed evitare che la falsamaglia si apra facilmente, per questo è comunque sia utilizzabile solo nelle catene sempre in tensione.

## Tiro catena
Nei vari sistemi che utilizzano questo sistema è previsto un determinato gioco per compensare le dilatazioni ed eventuali variazione di quote, nei mezzi di trasporto, generalmente moto e biciclette il tiro catena ha effetti dinamici sull'assetto del mezzo.
Il tiro catena viene determinato dalle due carrucole dentate e dal fulcro del braccio che vincola una delle due carrucole (da cui si ricava l'angolo del tiro catena), messi in relazione all'angolo del trasferimento di carico del mezzo e ottenuto dall'asse stesso (determinato dalla spinta del mezzo e dal suo trasferimento di carico), la relazione tra i due angoli (angolo del trasferimento di carico in relazione all'angolo del tiro catena) viene generalmente definita con la lettera "R", dove in caso di relazione neutra e quindi pari a 1, non si hanno perturbazioni dinamiche del mezzo, mentre con R<1 si ha un'estensione della sospensione, mentre se >1 si ha una compressione della sospensione.
Questo fenomeno ha portato ad uno studio di soluzioni alternative, che potessero governare tale tiro ed effetti dinamici del mezzo, che hanno la caratteristica di modificare gli angoli in gioco, anche se ciò comporta un aumento della complessità del sistema, questo ha portato a conoscere meglio la relazione di queste relazioni con le dinamiche del mezzo, ma senza particolari miglioramenti rispetto alle soluzioni tradizionali.
I fenomeni che sono legati al tiro catena solo il "pitching" (oscillazione della ruota posteriore con conseguenza perdita e ripresa di aderenza) a mezzo dritto, l'altro è il disarcionamento a mezzo piegato, dove il guidatore viene scaraventato in alto, il primo fenomeno viene favorito dai sistemi ad R>1, mentre il secondo non viene influenzato in particolar modo dai diversi sistemi.
Il tiro catena varia molto in basse alla compressione della sospensione posteriore, inoltre varia la tensione della catena, una soluzione per ridurre la variazione del gioco catena e del tiro catena è l'allineamento del pignone e del forcellone sullo stesso asse, il primo mezzo che utilizza questa soluzione è la Honda NR 500 0X da competizione del '79, successivamente videro la luce anche modelli ad uso civile come la BMW G450X, altri esempi sono dati dalle moto elettriche della Zero Motorcycles.